# Az Alapítvány pereme
Az Alapítvány pereme Isaac Asimov regénye, az Alapítvány-sorozat tagja. 30 évvel az Alapítvány-trilógia kiadása után írta meg, 1982-ben. Ez volt Asimov első könyve a bestsellerlistán, 262 könyv és 44 évnyi írás után.
Az Alapítvány pereme megnyerte 1982-ben a Nebula-díjat és 1983-ban a Hugo-díjat.

## Keletkezés
1961-től kezdve az Alapítvány-könyvek kiadási jogát a Doubleday kiadó birtokolta, amely korábban Asimov robotnovelláit is kiadta, valamint a Gnome Press után újra kiadta az eredeti Alapítvány-trilógiát. Az Alapítvány pereme megírására rengeteg helyről kapott ösztönzést – főleg a rajongói levelek áradata követelte egyre határozottabban egy új Alapítvány-történet megírását. Döntőnek azonban az 1981-es év januárja mutatkozott, mikor Asimov felelős szerkesztője a Doubleday-nél, Betty Prashker gyakorlatilag utasította őt a könyv elkészítésére, és hogy nyomatékosítsa szándékát, felajánlott neki egy 50 000 dolláros előleget. Asimov kelletlenül elfogadta az ajánlatot, és júniusban elkezdte írni könyvét.
Kezdésképpen úgy gondolta, újraolvassa a régi trilógiát, és mire június 9-én végzett, már újra az Alapítvány-univerzum rabja volt. Akárcsak rajongói az elmúlt három évtizedben, ő is tudni akarta, mi történt a Második Alapítvány után. Másnap előkereste egy korábbi, 1973-ban megkezdett, ám be nem fejezett Alapítvány-történetét, amelynek korábban a Lightning Rod címet adta, és folytatta az írást. A könyvet 1982. március 25-én fejezte be és adta le a Doubleday-nek. A kiadóban elfogadták és 1982 szeptemberében adták ki, Az Alapítvány pereme címen.

## Történet
Az Alapítvány pereme cselekménye két szálon fut. Egyrészről Golan Trevize, egy terminusi tanácsos utazását követhetjük végig, másrészről a Második Alapítvány Szólója, Stor Gendibal küzdelmét a Seldon-tervet veszélyeztető ismeretlen ellenség és saját, politikai ellenfelei ellen.
A történet A.K. 498-ban játszódik, 120 évvel a Második Alapítvány után. Az Öszvér és a Világok Szövetsége immáron csak a történelem egy kellemetlen fejezete, a Terminus vezette Alapítvány Szövetség politikai és gazdasági fennhatósága a Galaxis hatalmas területeire terjed ki, erejével pedig felülmúlja az egykori Birodalmat is. A Seldon-terv látszólag helyreállt, a Második Alapítványt pedig – legalábbis a terminusiak hite szerint – miután visszaterelte az Első Alapítványt a pszichohistória által gondosan kivájt mederbe, felszámolták. A legutóbbi Seldon-válság, melynek lényege az volt, hogy Terminus bolygó maradjon-e az Alapítvány fővárosa, megoldódott, és Hari Seldon időkriptabeli képmása pontosan értékelte a helyzetet.
Golan Trevize tanácsos azonban nem hisz a „szemfényvesztésnek”. Meggyőződése, hogy a Seldon-terv az Öszvér óta nem létezik, és önerejükből semmiképpen sem tarthatták volna magukat a kijelölt úton ennyire pontosan. Arra a következtetésre jut, hogy a Darell-féle összeesküvésnek nem sikerülhetett elpusztítania a Második Alapítványt, az továbbra is működik és irányítja tevékenységüket. Elképzelését megosztja barátjával, Munn Li Comporral is, aki, mint később kiderül, egyrészt a Terminusi kormány besúgója, másrészt a Második Alapítvány ügynöke.
Harla Branno, Terminus polgármesternője szintén Trevize elképzelésére jutott, ám mielőtt az előadhatná elméletét a Tanács előtt, letartóztatja és eltünteti a nyilvánosság elől. Branno és segítője, Liono Kodell – az alapítványi hírszerzés vezetője – kidolgoznak egy tervet, mellyel végleg megszabadulhatnának a Második Alapítvány befolyásától, és nem kellene attól félniük, hogy ha végül létrehozzák a Második Galaktikus Birodalmat, az majd egyfajta arisztokrata rétegként a nyakukra telepedik és átveszi a kormányzást. Trevize-t és egy terminusi történészt, Janov Pelorat professzort egy utazásra küldik, melynek célja – látszólag – a legendás Föld felkutatása. Branno elképzelése szerint Trevize majd magára vonja a második alapítványisták figyelmét miközben utánuk kutat a Galaxisban, akik, hogy Trevize-hez férjenek, kénytelenek lesznek leleplezni magukat, és így Branno elpusztíthatja őket.
Trevize és Pelorat a Föld után kutatva – nyomukban Comporral, aki Branno utasítására követi őket, ám szintén száműzöttként – a Sayshellre érkeznek, ahol informálják őket egy bizonyos „Gaia” nevezetű bolygóról, melyet évszázadok óta titokzatosság és homály takar el a Galaxis szeme elől. Trevize, abban a meggyőződésben, hogy a Gaia azonos a Földdel és a Második Alapítvánnyal is, arrafelé veszi útját.
A Második Alapítvány központjában, Trantoron Stor Gendibal Szóló pszichohistóriai számításai segítségével arra a következtetésre jut, hogy a Seldon-tervet egy ismeretlen erő tartja a kijelölt mederben, a Második Alapítvány erre egyedül nem lenne képes. Az Első Szóló, Quindor Shandess elfogadja Gendibal érvelését és maga is támogatná, azonban a mentalisták társasága korántsem mentes a politikai csatározásoktól. A tizenkétfős irányító testület, a Szólók Asztala többi tagja nem szimpatizál Gendiballal, mivel fél évszázados történetükben ő vált legkorábban Szólóvá, ez pedig bosszantja a többieket. Az Első Szóló így nem cselekedhet, mert ha Gendibal pártjára állna, leváltanák, és Második Alapítványon belül olyan fejetlenség következne be, melyet nem engedhetnek meg maguknak egy ilyen kritikus pillanatban.
Gendibal egy nap, futás közben találkozik néhány trantori paraszttal, akik megtámadják őt. Ez szokatlan, mivel a trantori földművesek általában félelemmel vegyes tisztelettel tekintenek a „tudákosokra”, ahogy ők nevezik a mentalistákat, és sohasem közelítenek hozzájuk. Gendibalt végül – aki nem avatkozhat be a trantoriak elméjébe a mentalisták szigorú törvényeinek súlyos megszegése nélkül – egy parasztasszony, Sura Novi menti meg. Gendibal később az asszony elméjében észrevesz egy olyan apró változtatást, melyet egyetlen második alapítványista sem lett volna képes végrehajtani, és így végül bebizonyítja az Asztal számára az ismeretlen ellenség létezését. Felfedezését követően ő maga indul Trevize után, akiről Compor informálta őt.
A Gaiánál Trevize és Pelorat találkozik egy nővel, Blissel, aki elmondja nekik, hogy a Gaia tulajdonképpen egy bolygólény, egy szuperorganizmus, mely az elmúlt évszázadokban a háttérbe húzódva őrizte a Seldon-tervet. Bliss, ahogy minden ember és élőlény is a Gaián, Gaia része, ám rendelkezik önálló személyiséggel. Bliss elmondja, hogy a Gaia találkozót hozott létre a két Alapítvány között, hogy a Galaxis jövőjéről határozzanak. A döntőbíró pedig Trevize maga, mivel rendelkezik egy rejtélyes képességgel, aminek köszönhetően hiányos, sőt félrevezető információkból is mindig jó döntésekre jut.
Az Első Alapítványt Harla Branno polgármesternő képviseli, a Második Alapítványt pedig Stor Gendibal Szóló, akit Sura Novi, a trantori parasztasszony vezetett oda, aki valójában Gaia része. Trevizenek három alternatívát kínálnak, mely közül választania kell. Egy: a Seldon-terv szerint megvalósuló Második Galaktikus Birodalom, melyet a Második Alapítvány mentalistái irányítanak a pszichohistória matematikájának segítségével. Kettő: az Első Alapítvány fizikai ereje és technológiája segítségével létrehozott és irányított Második Birodalom. Három: a Gaia galaxis méretű változata, a Galaxia szuperorganizmus. Trevize, maga számára sem világos okból a Galaxiát választja. A két Alapítvány folytatja útját a Seldon-terven, hogy biztosítsa a stabilitást, békét és fejlődést a Galaxia létrejöttéig.
Tervize azonban nem elégedett döntésével, és újabb utazásra indul, Pelorat és Bliss társaságában, hogy meglelje a Földet és a választ arra, miért választotta Galaxiát a többi alternatíva ellenében. Ennek az utazásnak a történetét az Alapítvány és Föld meséli el.

## Megjelenések

### Angol nyelven
1. Foundation's Edge, Doubleday, 1982[2]

### Magyarul
1. Az Alapítvány pereme. Tudományos fantasztikus könyvek; ford. F. Nagy Piroska; Kozmosz Könyvek, Bp., 1986 (Kozmosz fantasztikus könyvek), ISBN 9632116801
2. Az Alapítvány pereme, Móra Ferenc Ifjúsági Könyvkiadó, Budapest, 1994, ford. F. Nagy Piroska, ISBN 9631171876
3. Asimov teljes Alapítvány–Birodalom–Robot Univerzuma, 4. kötet, Szukits Könyvkiadó, Szeged, 2003, ford. F. Nagy Piroska
4. Az Alapítvány pereme, Gabo Könyvkiadó, Budapest, 2011, ford. F. Nagy Piroska, ISBN 9789636894283